# Mauria obtusifolia
Mauria obtusifolia là một loài thực vật có hoa trong họ Đào lộn hột. Loài này được (Engl.) F.A. Barkley mô tả khoa học đầu tiên năm 1947.